# Coupe de la Ligue 2009-2010
La Coupe de la Ligue 2009-2010 fu la 16ª edizione della manifestazione. Iniziò il 25 luglio 2009 e si concluse il 27 marzo 2010 con la finale allo Stade de France, vinta dall'Olympique Marsiglia per tre a uno contro il Bordeaux. La squadra campione in carica era proprio il Bordeaux.

## Calendario
| Turno            | Partita Unica                          |                                        |
| ---------------- | -------------------------------------- | -------------------------------------- |
| Preliminari      | 25 luglio 2009                         | 25 luglio 2009                         |
| Primo turno      | 1º agosto 2009                         | 1º agosto 2009                         |
| Secondo turno    | 25 agosto 2009                         | 25 agosto 2009                         |
| Terzo turno      | 22 settembre 2009                      | 22 settembre 2009                      |
| Ottavi di finale | 12 gennaio 2010                        | 12 gennaio 2010                        |
| Quarti di finale | 26 gennaio 2010                        | 26 gennaio 2010                        |
| Semifinali       | 2 febbraio 2010                        | 2 febbraio 2010                        |
| Finale           | 27 marzo 2010 Parigi (Stade de France) | 27 marzo 2010 Parigi (Stade de France) |

## Partite

### Turno Preliminare
| Squadra 1   | Risultato | Squadra 2 |
| ----------- | --------- | --------- |
| Stade Reims | 1 - 2     | Amiens    |
| Gueugnon    | 1 - 2     | Troyes    |
| Laval       | 5 - 0     | Arles     |

### Primo Turno
| Squadra 1   | Risultato         | Squadra 2     |
| ----------- | ----------------- | ------------- |
| Digione     | 2 - 0             | Brest         |
| Tours       | 2 - 1             | Le Havre      |
| Angers      | 0 - 1             | Nîmes         |
| Metz        | 1 - 0             | Bastia        |
| Istres      | 6 - 1             | Strasburgo    |
| Troyes      | 4 - 0             | Nantes        |
| Châteauroux | 0 - 1             | Clermont Foot |
| Ajaccio     | 2 - 1             | Laval         |
| Amiens      | 1 - 1 (2 - 3 dcr) | Vannes        |
| Sedan       | 2 - 0 (dts)       | Caen          |

### Secondo Turno
| Squadra 1     | Risultato         | Squadra 2 |
| ------------- | ----------------- | --------- |
| Clermont Foot | 1 - 0             | Istres    |
| Troyes        | 2 - 2 (0 - 3 dcr) | Nîmes     |
| Sedan         | 6 - 1             | Digione   |
| Ajaccio       | 0 - 0 (5 - 6 dcr) | Vannes    |
| Metz          | 2 - 1             | Tours     |

### Terzo Turno
| Squadra 1     | Risultato   | Squadra 2           |
| ------------- | ----------- | ------------------- |
| Clermont Foot | 3 - 1       | Vannes              |
| Lorient       | 1 - 0       | Grenoble            |
| Metz          | 2 - 0       | Valenciennes        |
| Le Mans       | 3 - 0       | Nîmes               |
| Montpellier   | 3 - 4 (dts) | Lens                |
| Sedan         | 3 - 1       | Auxerre             |
| Saint-Étienne | 4 - 1       | Nizza               |
| Nancy         | 2 - 0       | Monaco              |
| Boulogne      | 0 - 1       | Paris Saint-Germain |
| Rennes        | 2 - 1       | Sochaux             |

### Ottavi di finale
| Squadra 1       | Risultato   | Squadra 2           |
| --------------- | ----------- | ------------------- |
| Sedan           | 1 - 0       | Clermont Foot       |
| Guingamp        | 1 - 0       | Paris Saint-Germain |
| Olympique Lione | 3 - 0       | Metz                |
| Lens            | 1 - 2       | Lorient             |
| Tolosa          | 3 - 0       | Nancy               |
| Lilla           | 3 - 1 (dts) | Rennes              |
| Saint-Étienne   | 2 - 3       | Olympique Marsiglia |
| Le Mans         | 2 - 3       | Bordeaux            |

### Quarti di finale
| Squadra 1           | Risultato | Squadra 2       |
| ------------------- | --------- | --------------- |
| Lorient             | 1 - 0     | Olympique Lione |
| Guingamp            | 0 - 1     | Tolosa          |
| Olympique Marsiglia | 2 - 1     | Lilla           |
| Bordeaux            | 1 - 0     | Sedan           |

### Semifinali
| Squadra 1 | Risultato   | Squadra 2           |
| --------- | ----------- | ------------------- |
| Tolosa    | 1 - 2 (dts) | Olympique Marsiglia |
| Lorient   | 1 - 4       | Bordeaux            |

### Finale
| Arbitro: | Stéphane Lannoy |

|                                            |           |          |
| Diawara 61’ Valbuena 67’ Chalmé 77’ (aut.) | Marcatori | 83’ Sané |

| Olympique Marsiglia | Bordeaux |

| Olympique Marsiglia : |    |                    |     |     |
|                       |    |                    |     |     |
| POR                   | 30 | Steve Mandanda     |     |     |
| TD                    | 24 | Laurent Bonnart    |     |     |
| DC                    | 21 | Souleymane Diawara |     |     |
| DC                    | 17 | Stéphane M'Bia     |     |     |
| TS                    | 3  | Taye Taiwo         |     |     |
| CC                    | 6  | Édouard Cissé      |     |     |
| CC                    | 12 | Charles Kaboré     |     |     |
| CC                    | 8  | Lucho González     |     | 74’ |
| ATT                   | 11 | Mamadou Niang (c)  |     | 52’ |
| ATT                   | 10 | Hatem Ben Arfa     |     | 86’ |
| ATT                   | 9  | Brandão            | 18’ |     |
| Sostituti :           |    |                    |     |     |
| POR                   | 40 | Elinton Andrade    |     |     |
| DIF                   | 19 | Gabriel Heinze     |     | 86’ |
| DIF                   | 5  | Hilton             |     |     |
| CEN                   | 18 | Fabrice Abriel     |     | 74’ |
| ATT                   | 14 | Bakari Koné        |     |     |
| TRQ                   | 28 | Mathieu Valbuena   |     | 52’ |
| ATT                   | 23 | Fernando Morientes |     |     |
| Allenatore :          |    |                    |     |     |
| Didier Deschamps      |    |                    |     |     |

| BORDEAUX :    |    |                    |     |     |
|               |    |                    |     |     |
| POR           | 16 | Ulrich Ramé        |     |     |
| TD            | 21 | Mathieu Chalmé     |     |     |
| DC            | 25 | Ludovic Sané       | 11’ |     |
| DC            | 2  | Michaël Ciani      |     |     |
| TS            | 28 | Benoît Trémoulinas | 48’ |     |
| CC            | 4  | Alou Diarra (c)    | 15’ |     |
| CC            | 5  | Fernando           |     | 67’ |
| TRQ           | 18 | Jaroslav Plašil    |     |     |
| TRQ           | 17 | Wendel             |     |     |
| TRQ           | 8  | Yoann Gourcuff     |     | 70’ |
| ATT           | 29 | Marouane Chamakh   |     | 70’ |
| Sostituti :   |    |                    |     |     |
| POR           | 1  | Cédric Carrasso    |     |     |
| DIF           | 6  | Franck Jurietti    |     |     |
| DIF           | 3  | Henrique           |     |     |
| ATT           | 7  | Yoan Gouffran      |     | 70’ |
| ATT           | 11 | David Bellion      |     |     |
| ATT           | 10 | Jussiê             |     | 67’ |
| ATT           | 9  | Fernando Cavenaghi |     | 70’ |
| Allenatore :  |    |                    |     |     |
| Laurent Blanc |    |                    |     |     |